# 鄺英傑
鄺英傑（1887年—1975年），字少侯，廣東省廣州府新寧縣（今台山）人，宣統三年進士。

## 生平
- 光緒三十三年（1907年）春，入學北洋大學堂工科採礦冶金門乙班生[4]，宣統二年畢業。
- 宣統二年，北洋大學堂預科補習期滿，獎給拔貢生[5]
- 宣統三年三月，學部會考北洋大學堂畢業學生，得75.9分，列優等[6]
- 宣統三年四月，賞給進士出身，改為翰林院庶吉士[7]。
- 民國4年（1915年），出席美萬國工業會議（萬國機器會）代表[8][9][10]。
- 民國13年（1924年），穆棱礦路事務所所長[11]。
- 北京大學地質學門教師[12]
- 民國17年（1928年）12月17日，任國民政府鐵道部技正[13]。
- 重慶大學工學院礦冶系系主任[14]。
- 民國23年（1934年），第三屆鐵道部全國鐵路沿線出產貨品展覽會副主任[15]
- 民國26年（1937年），任湘南煤礦局資興礦廠代廠長[16]。
- 民國37年（1948年）8月至民國44年（1955年）7月，臺灣省立工學院電氣化學系（民國42年更名礦冶工程學系，現成功大學材料科學及工程學系）系主任。
- 民國41年（1952年），中國鑛冶工程學會監事、名詞編纂委員會委員[17]。
- 民國55年至63年（1966-1974年），任嘉南藥專(現改制為嘉南藥理大學)創校首任校長。

## 著作
- 《台灣北部海底煤層開採之研究》，鄺英傑，1961

## 延伸阅读
[在维基数据编辑]
 《游美同學錄·鄺英傑》，出自《游美同學錄》